# Kåfjord (gemeente)
Kåfjord, (Noord-Samisch: Gáivuotna, Kveens: Kaivuono)). is een gemeente in de Noorse provincie Troms. De gemeente telde 2132 inwoners in januari 2017. De gemeente ligt langs het Kåfjord en een deel van het Lyngenfjord. In het zuiden grenst Kåfjord aan Finland.

## Plaatsen in de gemeente
- Olderdalen
- Birtavarre

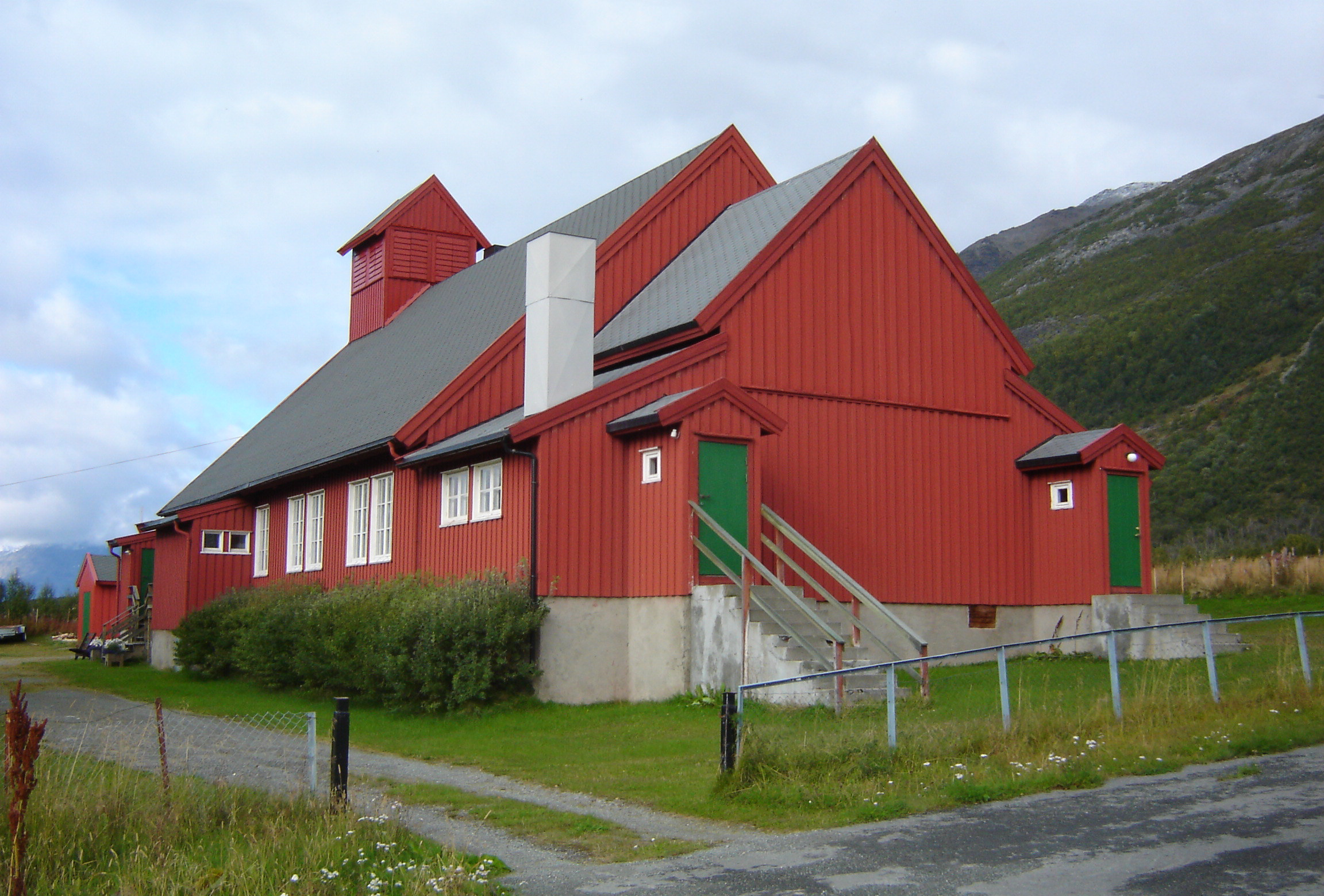
Kerk van Olderdalen
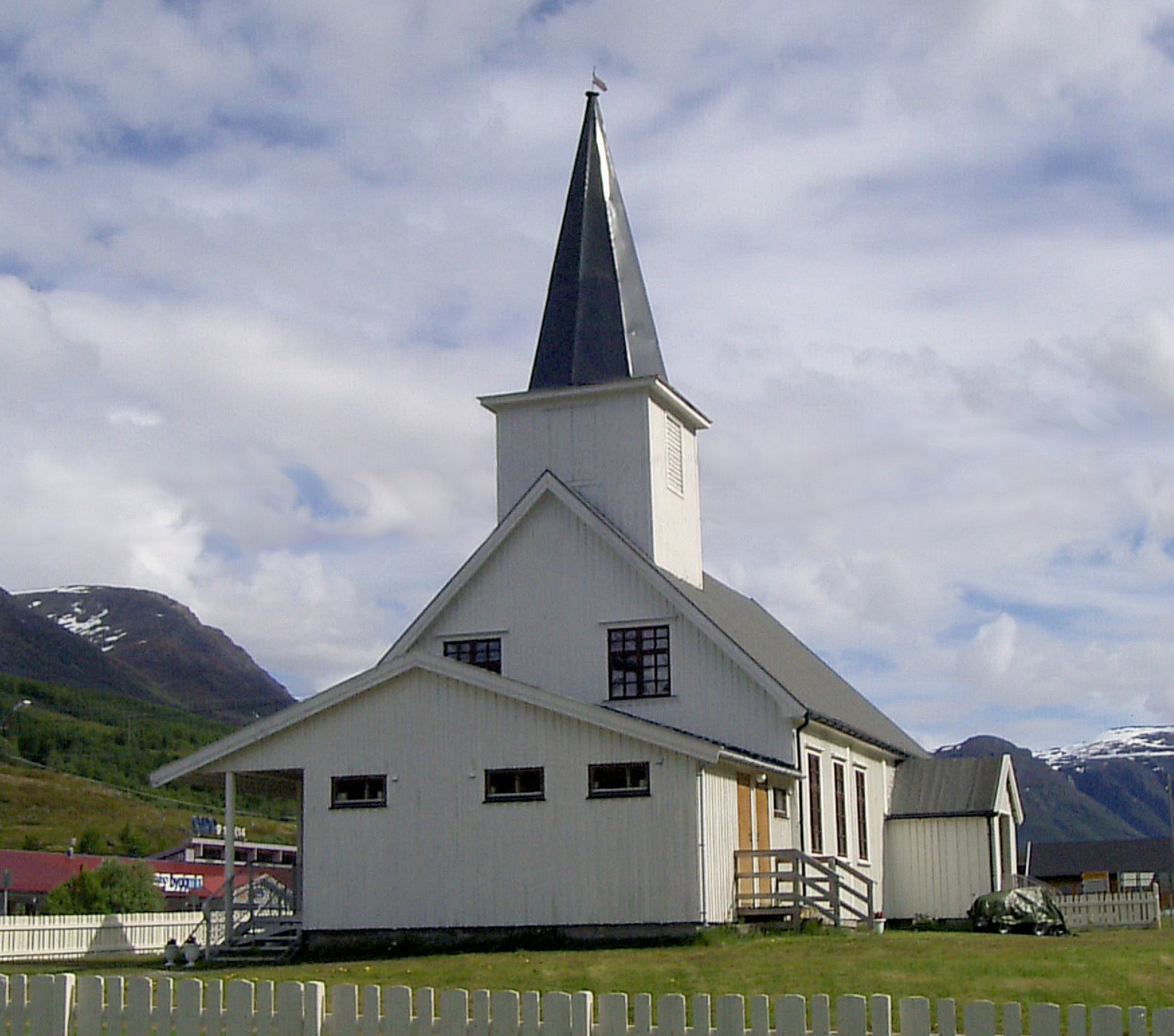
Kerk van Birtavarre

## Festival

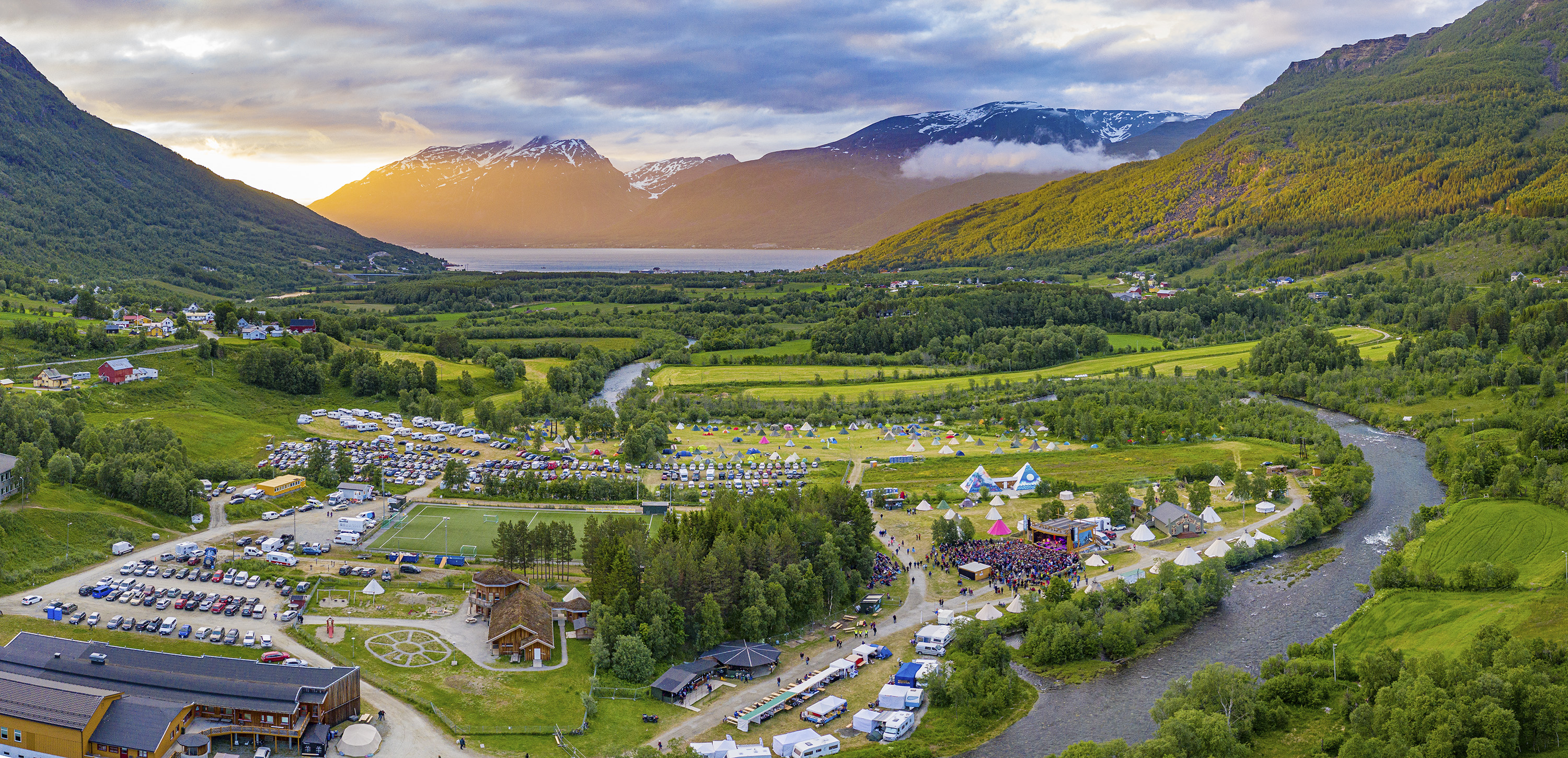
Overzicht van het festivalterrein

Een deel van de bevolking van Kåfjord maakt deel uit van de Samenminderheid. Jaarlijks is de gemeente decor voor het Riddu Riđđu festival in het dorp Olmmáivággi (Manndalen). Op dat festival komt niet alleen de cultuur van de Samen aan bod, maar is aandacht voor de cultuur van inheemse volkeren van over de gehele wereld. 
Balsfjord · Bardu · Dyrøy · Gratangen · Harstad · Ibestad · Kåfjord · Karlsøy · Kvæfjord · Kvænangen · Lavangen · Lyngen · Målselv · Nordreisa · Salangen · Senja · Skjervøy · Sørreisa · Storfjord · Tjeldsund · Tromsø

Voormalige gemeentes: Berg · Lenvik · Skånland · Torsken · Tranøy